# Нурманбетов, Нусупжан Нурманбетович
Нусупжан Нурманбетович Нурманбетов (18 января 1938, село Бирлик, Жамбылский район, Алма-Атинская область, Казахская ССР, СССР) — казахский государственный и общественный деятель.

## Биография
Родился 18 января 1938 года в селе Бирлик Жамбылского района Алматинской области.
Отец — Есембаев Нурманбет, покойный, участник ВОВ. Мать — Есембаева Нурхан, покойный, персональный пенсионер, работала в советских и профсоюзных органах Алматинской области.
В 1961 году окончил Казахский государственный сельскохозяйственный институт по специальности «Ученый-агроном».
В 1981 году окончил Алма-Атинскую высшую партийную школу по специальности «Политолог».
В 1999 году окончил Алматинский государственный университет имени Абая по специальности «юрист».
Владеет казахским, русским и немецким языками.
Автор статей, опубликованных на экономические темы о рыночной экономике, банковской и банковской деятельности.

## Трудовая деятельность
С 1961 по 1968 годы — Главный агроном Жиделинского, Желтурангинского, Аккольского совхозов Балхашского района.
С 1970 по 1975 годы — Секретарь парткома, Директор совхоза «50 лет Октября» Балхашского района.
С 1975 по 1980 годы — Председатель Исполкома Балхашского районного Совета народных депутатов Алматинской области.
С 1980 по 1985 годы — Первый секретарь Куртинского райкома партии Компартии Казахстана.
С 1985 по 1995 годы — Директор совхоза «Горный садовод» Талгарского района Алматинской области.

## Выборные должности, депутатство
С 1995 по 1999 годы — Депутат Сенат Парламента Республики Казахстан I созыва, Член комитета по финансам и бюджету.
С 1999 по 2004 годы — Депутат Сенат Парламента Республики Казахстан ІI созыва, Член комитета по финансам и бюджету.
С 2004 по 2007 годы — Депутат Сенат Парламента Республики Казахстан IІІ созыва, Член комитета по финансам и бюджету.
С 2007 по 2012 годы — Депутат Сенат Парламента Республики Казахстан ІV созыва, Член комитета по финансам и бюджету.
Член парламентской группы «Центрально-Азиатское сотрудничество». Член группы сотрудничества с Всекитайским Собранием народных представителей Китайской Народной Республики, с Советом Федерации Федерального Собрания Российской Федерации, с Национальным Собранием Республики Корея.

## Награды и звания
- 1976 — Орден Трудового Красного Знамени
- 1998 — Медаль «Астана»
- 2001 — Орден Парасат[1]
- 2008 — Орден «Барыс» 2 степени[2]
- Почётный гражданин Алматинской области и Балхашского района
- Благодарностью Президента Республики Казахстан с вручением нагрудного знака «Алтын Барыс»
- Государственные юбилейные медали
- 2001 — Медаль «10 лет независимости Республики Казахстан»
- 2004 — Медаль «50 лет Целине»
- 2005 — Медаль «10 лет Конституции Республики Казахстан»
- 2005 — Медаль «10 лет Парламенту Республики Казахстан»
- 2008 — Медаль «10 лет Астане»
- 2011 — Медаль «20 лет независимости Республики Казахстан»
- 2016 — Медаль «25 лет независимости Республики Казахстан»